# Selma, North Carolina
Selma är en kommun (town) i Johnston County i North Carolina. Orten har fått sitt namn efter Selma, Alabama. Vid 2010 års folkräkning hade Selma 6 073 invånare.